# Germaine Lechat
Pour les articles homonymes, voir Lechat.
Germaine Lechat est un personnage de la grande comédie de mœurs de l’écrivain français Octave Mirbeau, Les affaires sont les affaires (1903).

## Une révoltée
Fille du brasseur d’affaires multimillionnaire Isidore Lechat, Germaine Lechat, âgée de 25 ans dans la pièce, est une jeune fille cultivée, qui a toujours vécu dans le luxe, mais qui s’y morfond de plus en plus et ne trouve de compensation à son dégoût que dans la lecture. Elle est restée célibataire pour des raisons qui ne sont pas précisées, mais qu’il est loisible de deviner : d’une part, son père n’entend la marier que dans des conditions prometteuses pour lui de gains proportionnels à l’investissement ; d’autre part, elle ne voit dans le mariage, tel qu’il est pratiqué à l’époque chez les nantis, qu’un répugnant maquignonnage.
Depuis quelques années, par l’observation de son père et de ses invités autant que par ses lectures qui lui ont ouvert l’esprit, elle a fini par comprendre que les millions de Lechat résultaient d’extorsions et étaient tachés de sang : « Quand il y a, quelque part, un homme trop riche… il y a, par cela même, autour de lui… des gens trop pauvres… ». Dotée d’exigences éthiques, elle commence à juger sévèrement son père, ce qui était considéré comme scandaleux par la critique de l’époque. Elle entame sa révolte, d’abord silencieuse, contre « ce milieu de honte et de crime » et, ne voulant pas être plus longtemps complice des crimes paternels, elle refuse le luxe mortifère qu’on lui inflige et les chaînes dorées où elle se débat misérablement dans l’espoir d'une libération. Elle est tellement écœurée que, « bien des fois… par dégoût… par besoin de vengeance… par un désir sauvage d’humilier [s]es parents… [elle a] été tentée de [s]e livrer à un homme de l’office ou de l’écurie ».

## Une jeune femme émancipée
Cette libération à laquelle elle aspire de tout son être, elle la trouve dans sa liaison avec un jeune homme de grand avenir, mais fort pauvre, Lucien Garraud, chimiste au service d’Isidore Lechat qui l’emploie à des recherches absurdes. D’abord clandestine, cette liaison devient publique quand son père exige de Germaine Lechat qu’elle épouse le fils du marquis de Porcellet et que celle-ci refuse avec dignité. En affirmant alors sa liberté sexuelle et en revendiquant son droit d’aimer et de choisir son amant, Germaine Lechat a profondément choqué les critiques mâles de l’époque et la majorité des spectateurs phallocrates de 1903.
Après avoir proclamé devant son père, interloqué et furieux, ce qu’elle avait sur le cœur depuis longtemps, elle s’en va avec Lucien Garraud, « le front haut… le cœur tranquille… devant tout le monde… », prête à affronter la misère s’il le faut, mais persuadée que la liberté est la condition sine qua non du bonheur. 

## Principales interprètes
Le rôle a été créé en  1903 par Louise Lara. Se sont ensuite succédé sur les planches : Marie Bell en 1937, Marie de Coster en 1973, Martine Chevallier en 1983, Marie-Georges Pascal en 1984, Françoise Gillard en 2009 et  Chloé Schmutz en 2011.

Germaine Lechat a aussi été interprétée au cinéma par Renée Devillers en 1942 et à la télévision par Anna Gaël en 1966 et Marie Kremer en 2011.